# Georges Varkey Puthiyakulangara
Georges Varkey Puthiyakulangara MEP (* 26. Januar 1953 in Endoor, Indien) ist römisch-katholischer Bischof von Port-Bergé.

## Leben
Georges Varkey Puthiyakulangara, Sohn einer syro-malabarischen Familie, besuchte das Kleine Seminar in Mangalore. Er trat der Ordensgemeinschaft der Pariser Missionare bei und studierte Theologie und Philosophie am Päpstlichen Priesterseminar St. Peter in Bangalore. Zudem absolvierte er ein Studium der Sozialkommunikation. Er empfing am 31. Mai 1982 in Karnataka im Bistum Chikmagalur die Priesterweihe. Zunächst war er in der Seelsorge im Bistum Chikmagalur und 1985/86 für seinen Orden in Paris tätig. Er war Fidei-Donum-Priester im Bistum Mahajanga (1986–1987) und Pfarrer im Bistum Port-Bergé (1987–1990) auf Madagaskar.
Von 1990 bis 1995 war er Kaplan der Caritas und Gefängnisseelsorger, Diözesanschatzmeister für das Kindermissionswerk. Von 1997 bis 2004 war Georges Varkey Puthiyakulangara geschäftsführender Sekretär der Bischofskonferenz von Madagaskar. Von 2005 bis 2008 war er Diözesandirektor der katholischen Bildung im Bistum Mahajanga.
Papst Benedikt XVI. ernannte ihn am 24. November 2008 zum Koadjutorbischof von Port-Bergé. Der Alterzbischof von Antananarivo, Armand Gaétan Kardinal Razafindratandra, spendete ihm am 24. Mai des nächsten Jahres die Bischofsweihe; Mitkonsekratoren waren Armand Toasy, Bischof von Port-Bergé, und Augustine Kasujja, Apostolischer Nuntius auf Madagaskar, den Seychellen und Mauritius und Apostolischer Delegat auf den Komoren.
Am 15. Dezember 2013 wurde er von Papst Franziskus zum Bischof von Port-Bergé ernannt.